# 牙狼〈GARO〉
《牙狼〈GARO〉》系列，是2005年10月7日～2006年3月31日，在日本東京電視台每週五深夜時段播出的特攝劇集，全25集。另於2006年12月15日與12月22日，於衛星頻道播出分上下兩集的續集形式特別篇《白夜的魔獸》，並於2010年10月30日推出3D電影版作品《RED REQUIEM》，另發售OV外傳作品《 呀〈KIBA〉～暗黑騎士鎧傳～》，其續篇《牙狼〈GARO〉～魔戒閃騎～》於2011年10月6日播出。

## 故事大綱
從古至今，人們懼怕黑暗。因為在人們心中，潛藏著名為「陰我」的負面意念，導致「火羅」（Horror）得以利用入侵附身。而人類當中有一群人，手持鋼鐵利劍，一脈相傳，祕密守護人類不受「火羅」侵略，他們被稱之為「魔戒騎士」，生於黑暗，也隱於黑暗，世代與「火羅」進行無止境的戰爭…
立志成為畫家的御月薰，即將舉行她首次的個展。但她卻也夢見了童年時父親御月由兒所畫的繪本《黑色火焰與黃金之風》（黒い炎と黄金の風），讓她非常在意。雖然與心理諮詢師龍崎駈音談過之後，薰總算能安心迎接個展，但畫廊老闆卻突然化為了火羅向她襲擊。這時，在薰眼前出現了一名身穿白色大衣的神秘青年冴島鋼牙，並變身打倒了火羅。而他變身後的模樣，正巧與繪本中所畫的「黃金騎士」如出一轍……

## 本劇特色
《牙狼》是由著名監督——雨宮慶太的作品，是整個系列的第一作，也是繼《鐵甲機》後，雨宮慶太闊別五年後再次向特攝界出發。
集合了一眾和雨宮經常合作的高手們，包括造型師竹谷隆之、監督橫山誠和金田龍、腳本家小林雄次、田口惠，以及資深演員螢雪次朗、京本政樹等攜手制作出這部作品。而雨宮希望在深夜特攝之中，闖出一片天，是故其以奇幻而獨特的風格來進行製作。
為了令客層轉變的觀眾留下深刻的印象，配樂方面採取詭異而神秘的風格，主題曲則找上以曲風激昂雄猛見稱的流行搖滾樂隊——JAM Project來進行創作，如此JAM Project更成了牙狼系列的代言人。
同時為了豐富整個畫面，增加打鬥、特技等場面的真實感，雨宮甚至要求演員們盡量親身上陣，為此，作為需要經常作出武打場面的主要演員——小西遼生和藤田玲等人，曾經接受武打訓練，在接受武術指導的指引下親身上陣，尤其是在變身前，一眾演員都會盡量減少使用替身。
在本劇的制作上，由萬代和東北新社出資組成的製作委員會提供了比平常特攝片還要高的資金，以確保劇集的品質。另外，為了營造美感、描繪野性及劇情的需要，有部份角色會由AV女優出演，並且出現少量的祼露鏡頭。

## 时间点顺序
冴島钢牙線：牙狼〈GARO〉～the BIBLE（漫畫）→牙狼 〈GARO〉第1話-第23話（TV第一季）→暗黑骑士铠传（OV）→牙狼〈GARO〉第24話-第26話（TV第一季）→白夜的魔兽（外传）→妖赤的陷阱（小説）→红色镇魂曲 RED REQUIEM（剧场）→牙狼〈GARO〉～魔戒闪骑 MAKAISENKI（TV第二季）→苍哭的魔龙（剧场）→桃幻之笛（外传）→ 绝狼ZERO -BLACK BLOOD- （TV第六季）→ 绝狼ZERO -DRAGON BLOOD- （TV第七季）<“看完后可依据个人习惯选择性是否先看TV第三季之后在接雷牙线根据喜好把剧情相连”>
冴島雷牙線：魔戒騎士列傳～鋼之咆哮（小説）→牙狼<GARO> ～阿修罗（SP外传）→牙狼柏青哥CR钢牙剧情动画（3部短片）→牙狼〈GARO〉～魔戒之花（TV第四季）→媚空（外传）→牙狼〈GARO〉～月虹之旅人（劇場）
道外流牙線：牙狼〈GARO〉～照耀黑暗之人（TV第三季）→GOLD STORM 翔（剧场）→牙狼〈GARO〉～GOLD STORM 翔（TV第五季）→牙狼〈GARO〉～鋼之繼承者（TV第十季）
神牙線：  牙狼＜GARO＞ -神ノ牙 覚醒-（舞台剧)→牙狼＜GARO＞神ノ牙 -KAMINOKIBA- （剧场）→ 神ノ牙 -轉生-（舞臺劇）→神ノ牙 -JINGA- （TV第八季）
動畫線：牙狼-紅蓮之月-（動畫第二季）→薄墨櫻-GARO-（劇場）→牙狼〈GARO〉～炎之刻印～（動畫第一季）→牙狼〈GARO〉～Divine Flame～（劇場）→牙狼〈GARO〉～Vanished Line～（動畫第三季）

## 演員表
- 冴島鋼牙︰小西遼生[9]、澤畠流星（童年）
- 御月薰︰肘井美佳、甲地夏波（童年）
- 倉橋權左︰螢雪次朗
- 涼邑零︰藤田玲
- 龍崎駈音︰京本政樹
- 三神官・凱爾︰渡辺けあき
- 三神官・貝爾︰岡本杏理
- 三神官・羅絲︰柏幸奈
- 阿門法師︰麿赤児
- 邪美︰佐藤康惠
- 冴島大河︰渡邊裕之
- 木靈︰マーク武蔵
- 卡露姆︰吉野公佳
- メシア︰西野翔
- カルマ：原紗央莉

### 配音
- 魔導輪薩魯巴：影山浩宣
- 魔導具希露瓦：折笠愛
- 三神官・凱爾︰井上富美子
- 三神官・貝爾︰川名真知子
- 三神官・羅絲︰佐藤朱

### 替身
- 黄金騎士・牙狼：大西雅樹
- 銀牙騎士・絕狼：マーク武蔵
- 暗黒魔戒騎士・呀：前田浩
- 魔獸装甲木靈：秋山智彦
- 獸化卡露姆：八代峯奈
- 火羅：大橋明

## 工作人員／製作團隊
- 製作・著作：Project GARO
- 原作・總監督：雨宮慶太
- 監製：二宮清隆、久保聡、白石誠
- 製作人：服部洋之、石田幸一、中川順平
- 劇情統籌・編劇：梶研吾
- 編劇：小林雄次、林壮太郎、雨宮慶太、田口恵
- 設定：田口恵
- 武術指導：横山誠（AAC STUNTS）、小池達郎（＃12）
- VFX監督：小坂一順（OMNIBUS JAPAN）
- 特殊造型監修：竹谷隆之、泉勝洋
- 怪物設計：韮澤靖
- 音樂：BUDDY ZOO（太田浩一、木下伸司）
- 導演：雨宮慶太、横山誠、梶研吾、金田龍
- 製作：東北新社（東北新社クリエイツ）、Deep Side（ディープサイド）、OMNIBUS JAPAN（オムニバスジャパン）

## 各集資料
- 以下時間為日本時間

| 播出       | 集數        | 標題          | 客串 | 備註                                        |
| 2005.10.07 | 第一話      | 繪本 （絵本） | - 峰岸徹（谷山太輔／アングレイ人間体） - 小島美加（月本真由） - 北川繪美（畫中女）                         |                                             |
| 2005.10.14 | 第二話      | 陰我 （陰我） | - 藤井かほり（九條梓／イシュターヴ人間体） - 福井未菜（篠原亞佐美） - 德井優（加藤浩一）                   |                                             |
| 2005.10.21 | 第三話      | 時鐘 （時計） | - プリンプリン（小混混） - 高嶺吹雪（熟女） - 小松愛（綾乃） - 渡邊蘭（由紀子） - 恐懼獸 モラックス        |                                             |
| 2005.10.28 | 第四話      | 晚餐 （晚餐） | - 加勢大周（立神亮一／パズズ人間体） - 福井未菜（篠原亞佐美） - 德井優（加藤浩一）                         | 烈火炎装 初使用                             |
| 2005.11.04 | 第五話      | 月光 （月光） | - 小田井涼平（森野仁） - 藤重政孝（羽根澤慎一） - 岡本奈月（水野雅） - 北川繪美（ルナーケン）              |                                             |
| 2005.11.11 | 第六話      | 美貌 （美貌） | - 及川奈央（冰見川琴美／ウトック人間体） - 上原由惠（冰見川琴美／ウトック人間体）                          | 涼邑零 初登場                               |
| 2005.11.18 | 第七話      | 銀牙 （銀牙） | | 鋼牙VS零 Part I                             |
| 2005.11.25 | 第八話      | 戒指 （指輪） | - エリカ（神須川美理／モロク人間体） - 弓削智久（美理男友） - 齋藤工（西原幹夫）                           |                                             |
| 2005.12.02 | 第九話      | 試練 （試練） | - 村井克行（御月由兒） - 小林麻子（御月かりん） - 土屋良太（八木修）                                       | 魔導馬 轟天 初登場                          |
| 2005.12.09 | 第十話      | 人偶 （人形） | - 中村有志（小丑／アスモディ人間体） - 木下鳳華（遊樂園上司） - 杉本夕子（梨本由梨繪）                     |                                             |
| 2005.12.16 | 第十一話    | 遊戲 （遊戯） | - 川平慈英（椚禮次郎／ダンタリアン人間体）                                                                 |                                             |
| 2005.12.23 | 第十二話    | 大河 （大河） | - 善次郎（賣玩具的大叔／ノウル人間体） - 渡邊裕之（冴島大河）                                              |                                             |
| 2006.01.06 | 第十三話    | 約定 （約束） | - 恐懼獸ヴエル                                                                                             | 總集篇                                      |
| 2006.01.13 | 第十四話    | 惡夢 （悪夢） | - 品川徹（道寺） - 有紗（靜香） - 目黒幸子（道寺妻子"照片"）                                               | OP.ED更換                                   |
| 2006.01.20 | 第十五話    | 偶像 （偶像） | - 板尾創路（倉町公平／ガーゴイル人間体） - 杉本夕子（梨本由梨繪） - 北川繪美（楓） - 藤沢かりん（真紀）    |                                             |
| 2006.01.27 | 第十六話    | 赤酒 （赤酒） | - 麿赤兒（阿門法師） - 佐藤康惠（邪美） - 渡邊裕之（冴島大河）                                             |                                             |
| 2006.02.03 | 第十七話    | 魚缸 （水槽） | - 笠原紳司（戸沼充） - Miko（沙也加／ハル変化体） - 石村實伽（香澄）                                       |                                             |
| 2006.02.10 | 第十八話    | 界符 （界符） | - 佐藤康惠（邪美） - 麿赤兒（阿門法師）                                                                    | 鋼牙VS零 Part II                            |
| 2006.02.17 | 第十九話    | 黑炎 （黒炎） | - 佐藤康恵（邪美） - 巨大恐懼獸                                                                            | 鋼牙VS卡達馬 Part I 暗黑魔戒騎士・呀 初登場 |
| 2006.02.24 | 第二十話    | 生命 （生命） | - 根岸季衣（笠帽婆婆） - 半田雅和（古拉龍／聲）                                                            |                                             |
| 2006.03.03 | 第二十一話  | 魔彈 （魔弾） | - 森本雷歐（神須川祐樹） - 栩野幸知（警衛・栩野／ボナファルツ人間体） - エリカ（神須川美理／モロク人間体） |                                             |
| 2006.03.10 | 第二十二話  | 刻印 （刻印） | - 小林健一（魃羅格）                                                                                       |                                             |
| 2006.03.17 | 第二十三話  | 心滅 （心滅） | - 小林健一（魃羅格） - 吉野公佳（加姆） - 石川伸一郎（西方監視所神官）                                     | 鋼牙VS卡達馬 Part II 首度 心滅獸身          |
| 2006.03.24 | 第二十四話  | 少女 （少女） | - 小林健一（魃羅格） - 吉野公佳（加姆） - 西野翔（彌賽亞） - 有紗（靜香）                                  | 彌賽亞 降臨 獸化加姆 初變身                 |
| 2006.03.31 | 第二十五話  | 英靈 （英霊） | - 西野翔（彌賽亞） - 吉野公佳（加姆） - 村井克行（御月由兒） - 小林麻子（御月かりん）                      | 翼人牙狼 初變身                             |
| -          | DVD映像特典 | 笑容 （笑顔） | 全員 |                                             |

## 主題曲

### 片頭曲
- 1st Opening『THEME OF GARO』（第1話～第13話）

MUSIC：TRY FORCE、JAM Project
- 2nd Opening（第14話～第24話）

作詞・作曲：影山ヒロノブ
編曲：須藤賢一
主唱：JAM Project

### 片尾曲
- 1st Ending（第1話～第13話）

作詞、作曲：京本政樹
編曲：山本はるきち
主唱：京本政樹
- 2nd Ending（第14話～第21話）

作詞、作曲：京本政樹
編曲：山本はるきち
主唱：京本政樹
- 3rd Ending（第22話）

作詞、作曲︰京本政樹
編曲：山本はるきち
主唱：GARO project
- 4th Ending（第23話・第24話）

作詞、作曲：京本政樹
編曲：山本はるきち
主唱：GARO project

## 相關作品

### 電視版
- 《牙狼〈GARO〉～魔戒閃騎～》：2011年推出，第一季的續篇，電視版第二季。
- 《牙狼〈GARO〉～照亮黑暗的人～》：2013年推出，電視版第三季。
- 《牙狼〈GARO〉～魔戒之花～》：2014年推出，第二季的續篇，電視版第四季。
- 《牙狼〈GARO〉-GOLDSTORM- 翔》：2015年推出，第三季的續篇，電視版第五季。
- 《牙狼〈GARO〉～魔戒列傳～》，2016年推出，《牙狼〈GARO〉》系列的集成外傳，電視版第六季。
- 《絕狼〈ZERO〉-DRAGON BLOOD-》，2017年推出，《絕狼〈ZERO〉-BLACK BLOOD-》的續篇，電視版第七季。
- 《神之牙-JINGA-》，2018年推出, 《牙狼-GARO- 神ノ牙-KAMINOKIBA-》的續篇，電視版第八季。
- 《牙狼〈GARO〉-VERSUS ROAD-》，2020年推出，電視版第九季。
- 《牙狼〈GARO〉～鋼之繼承者～》，2024年推出，第五季的續篇，電視版第十季。

### 動畫版
- 《牙狼〈GARO〉-炎之刻印-》：2014年推出。
- 《牙狼〈GARO〉-紅蓮之月-》：2015年推出。
- 《牙狼〈GARO〉～DIVINE FLAME～》2016年推出，《牙狼〈GARO〉-炎之刻印-》的後傳動畫電影。
- 《牙狼〈GARO〉-VANISHING LINE-》：2017年推出。
- 《薄墨櫻 -GARO-》：2018年推出，《牙狼〈GARO〉-紅蓮之月-》的外傳動畫電影。

### 電影版
- 《牙狼〈GARO〉～RED_REQUIEM～》：2010年推出，《牙狼〈GARO〉～魔戒閃騎～》的前傳電影。
- 《呀〈KIBA〉～暗黒騎士鎧傳～》：2011年推出，《牙狼〈GARO〉》的外傳電影。
- 《牙狼〈GARO〉蒼哭·魔龍～》：2013年推出，《牙狼〈GARO〉～魔戒閃騎～》的後傳電影。
- 《牙狼〈GARO〉外傳～桃幻之笛》：2013年推出，《牙狼〈GARO〉～魔戒閃騎～》的外傳電影。
- 《牙狼＜GARO＞-GOLDSTORM- 翔 (電影版)》︰2015年推出，《牙狼〈GARO〉-GOLDSTORM- 翔》的前傳電影。
- 《媚空》︰2015年推出，《牙狼〈GARO〉～魔戒之花～》的外傳電影。
- 《牙狼-GARO- 神之牙-KAMINOKIBA-》︰2018年推出，《牙狼〈GARO〉-GOLDSTORM- 翔》的後傳電影。

- 《牙狼〈GARO〉～月虹之旅人～》，2019年推出，《牙狼〈GARO〉～魔戒之花～》的後傳電影。

### 特別篇
- 《牙狼〈GARO〉～白夜的魔獸》：2006年推出，分成上下兩個單元的《牙狼〈GARO〉》電視特別篇。
- 《絕狼〈ZERO〉-BLACK BLOOD-》：2014年推出、全6集的外傳特別篇。

## 週邊產品

### 漫畫／小說
- 《牙狼-GARO the BIBLE-》︰2015年6月推出的漫畫，講述冴島鋼牙之父、冴島大河的事蹟，屬《牙狼〈GARO〉》的前傳故事。
- 《牙狼〈GARO〉 暗黒魔戒騎士篇》︰小說。
- 《牙狼〈GARO〉 妖赤の罠》︰小林雄次所著的小說。

### 官方刊物
- 《魔戒騎士列伝 鋼の咆哮》︰官方外傳式刊物，包含小說、設定及圖片集。

### 電子遊戲
- 《黄金騎士牙狼〈GARO〉》︰發佈於PlayStation 2上的電子遊戲。

### 模型／玩具
- 裝備與道具系列（イクイップ&プロップシリーズ）
- 煌人－牙狼
- 裝着變身－牙狼
- 魔戒可動系列
- S.H.Figuarts
  - 黃金騎士 牙狼
  - 銀牙騎士 絕狼（限定版）
  - 黃金騎士 大河（限定版）
  - 黃金騎士 牙狼（流牙Ver.）（限定版）
- GARO極魂系列

### 彈珠機
- CR牙狼
- CR牙狼 ～陰我消滅之日～
- CR牙狼 ～RED REQUIEM～
- CR暗黑騎士呀鎧傳
- CR牙狼魔戒閃騎鋼
- CR魔戒決戰牙王

### 角子機
- SLOT牙狼

## 外部連結
- 東京電視台《牙狼〈GARO〉》節目情報網頁 （页面存档备份，存于）（日語）
- GARO PROJECT 官方網站 （页面存档备份，存于）（日語）
- GARO PROJECT 官方網誌 （页面存档备份，存于）（日語）
- 牙狼〈GARO〉商品線上網購商店 （页面存档备份，存于）（日語）